# Schizma Focjusza
Schizma Focjusza – schizma między Kościołem łacińskim a Patriarchatem konstantynopolitańskim. Rozłam obejmował większą część sprawowania urzędu przez patriarchę Focjusza, dlatego bywa określany jego imieniem. Przyczyną schizmy były przede wszystkim kwestie jurysdykcyjne, ale również teologiczne.

## Okoliczności
Focjusz otrzymał urząd patriarchy Konstantynopola w burzliwych okolicznościach. W 858 cesarz Bardas, rządzący w imieniu małoletniego  Michała III Metystesa  pozbawił urzędu patriarchę Ignacego I, który miał zatarg z rodziną cesarską. W chwil wyznaczenia na urząd Focjusz był laikiem, dlatego w ciągu tygodnia od wyboru otrzymał święcenia i w Boże Narodzenie objął swój urząd, o czym poinformował papieża Mikołaja I.
Papież znając okoliczności wyboru Focjusza na patriarchę wysłał do Konstantynopola swoich legatów, którzy mieli stwierdzić, który z biskupów ma prawo do sprawowania urzędu; Ignacy czy Focjusz. Jednak ci zostali przekupieni, i mimo że była to nieprawda, opowiedzieli się po stronie Focjusza. Co więcej, Focjusz sam napisał list do Papieża, w którym informował, jakoby Ignacy sam złożył urząd, kiedy tak naprawdę Bardas, rządzący w imieniu małoletniego Michała III pozbawił go urzędu, gdyż ten napominał go, aby odstąpił od grzechu kazirodztwa ze swoją synową Eudocją, nie zgodził się zamknąć cesarzowej Teodory w klasztorze i uznać władzy Bardasa nad cesarstwem.

## Skutki
W 867 Focjusz rozesłał list do pozostałych patriarchów informując o szerzącej się w Kościele zachodnim herezji Filioque (według biskupów wschodnich) i ogłosił, że ekskomunikował papieża. W tym samym roku na skutek zamachu bizantyjski tron objął Bazyli I Macedończyk. Nowy cesarz wypędził z Konstantynopola Focjusza, który był powiązany z poprzednim władcą i mógł stanowić zagrożenie polityczne. Patriarchą został ponownie Ignacy. W tym samym czasie zmarł papież Mikołaj, a jego następcą został Hadrian II.
Nowy papież i nowy cesarz zwołali w Konstantynopolu sobór, który miał ostatecznie rozwiązać sprawę Focjusza. Sobór rozpoczął się w 869 i jego głównym postanowieniem było potwierdzenie urzędu patriarchy dla Ignacego. Sobór odniósł się również do nauki o duszy, ale nie było to ściśle związane z nauczaniem Focjusza.
Zapanowała stabilizacja w relacjach Rzym – Konstantynopol. Ignacy uznał prymat papieża, a papież wsparł misję Cyryla i Metodego.
Po śmierci Ignacego, w 877 Focjusz ponownie objął urząd patriarchy Konstantynopola. W dwa lata później, w 879 Focjusz zwołał synod, na którym cofnął wydaną wcześniej ekskomunikę na papieża. W tym czasie biskupem Rzymu był Jan VIII.